# Emil Rabe
Emil Rabe (* 1. November 1920 in Dortmund; † 16. Juni 2013 ebenda) war ein deutscher Musiklehrer und Komponist.

## Leben und Werk
Seine Ausbildung erhielt Rabe am Städtischen Konservatorium Dortmund, wo er im Alter von 20 Jahren das „Große Examen für katholische Kirchenmusik“ ablegte.
Nach der Rückkehr aus dem Zweiten Weltkrieg arbeitete Rabe als Musiklehrer, Organist und Chorleiter. 1946 berief ihn die Erzdiözese Paderborn zum hauptamtlichen Kirchenmusiker und er gründete mit Gleichgesinnten den Dortmunder Kammerchor. Neben dem Kammerchor leitete Rabe den Polizeichor Dortmund und den Dortmunder Männergesangverein. Als Gründer und Leiter vieler Dortmunder Chöre engagierte er sich darüber hinaus von 1949 bis 1992 als Kreis-Chorleiter im  Dortmunder Chorverband, zu dessen Ehren-Kreis-Chorleiter er 1992 ernannt wurde.
Emil Rabe schrieb über 400 Kompositionen für weltlichen und geistlichen Chorgesang, vor allem A-cappella-Kompositionen, Volksliedbearbeitungen sowie Kantaten und orchesterbegleitete Chorwerke.

## Auszeichnungen
Für seine Verdienste um die Chormusik wurde ihm 1973 das Bundesverdienstkreuz am Bande verliehen. 1993 erhielt er das Bundesverdienstkreuz 1. Klasse. Daneben wurde er mit der Ehrennadel der Stadt Dortmund ausgezeichnet.